# Gardez (Afganistan)
Gardez (paștună ګردېز, persană گردیز) este un oraș din Afganistan.